# Cauchas florella
Cauchas florella is een vlinder uit de familie van de langsprietmotten (Adelidae). De wetenschappelijke naam van de soort is voor het eerst geldig gepubliceerd door Staudinger in 1871.
De soort komt voor in Europa.